# Vasant Panchami
Vasant Panchami, auch Saraswati-Puja oder Sri Panchami genannt, ist ein hinduistisches Frühlingsfest und der höchste Feiertag der Göttin Sarasvati.

## Bedeutung

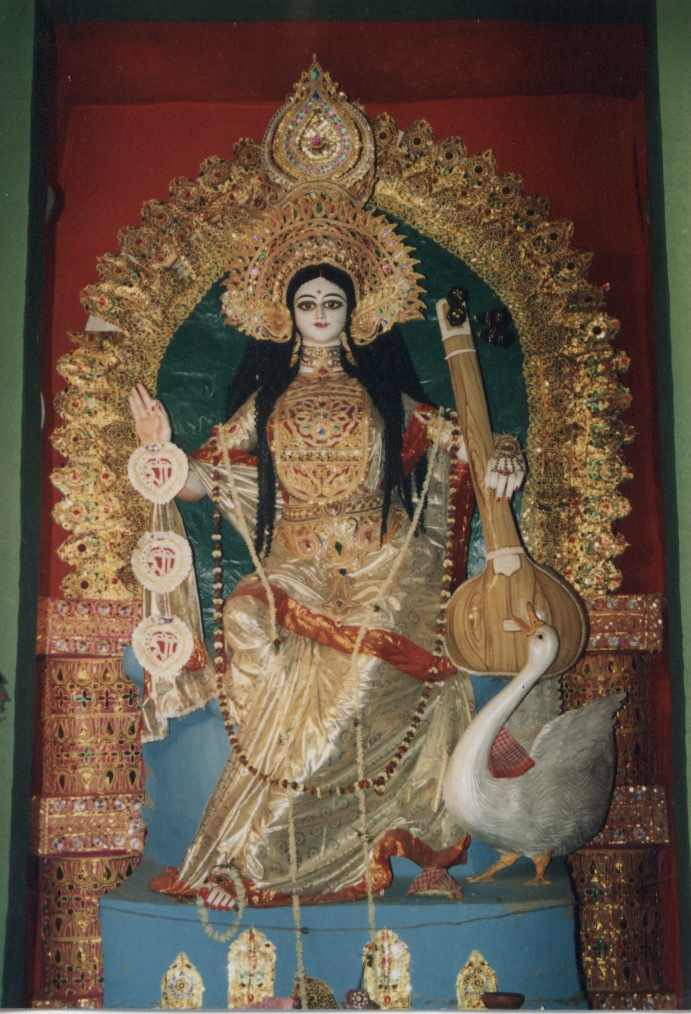
Ein Straßenaltar für die Göttin Saraswati in Kolkata für das Fest vorbereitet

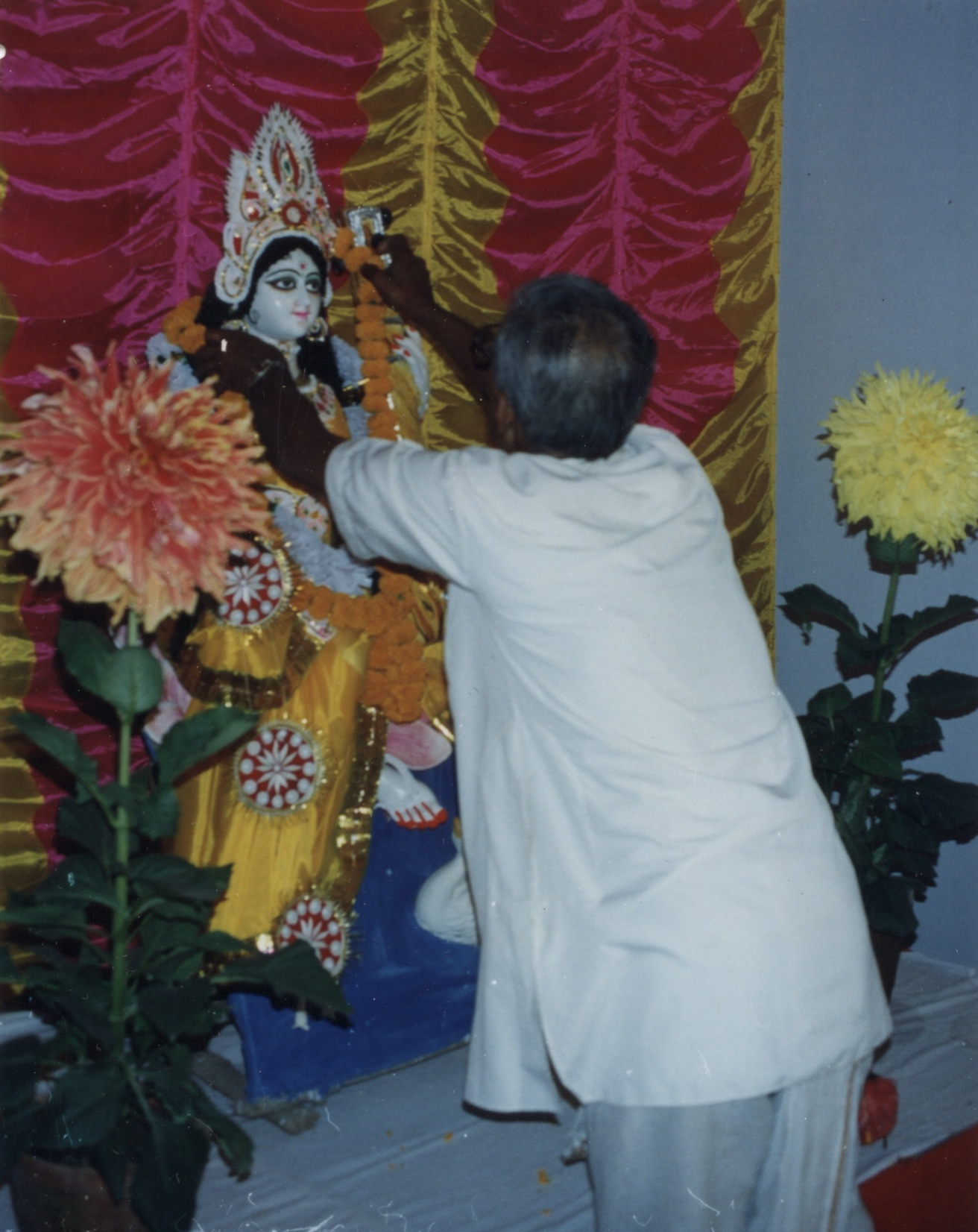
Priester hängt der Göttin während der Puja eine Blumengirlande um

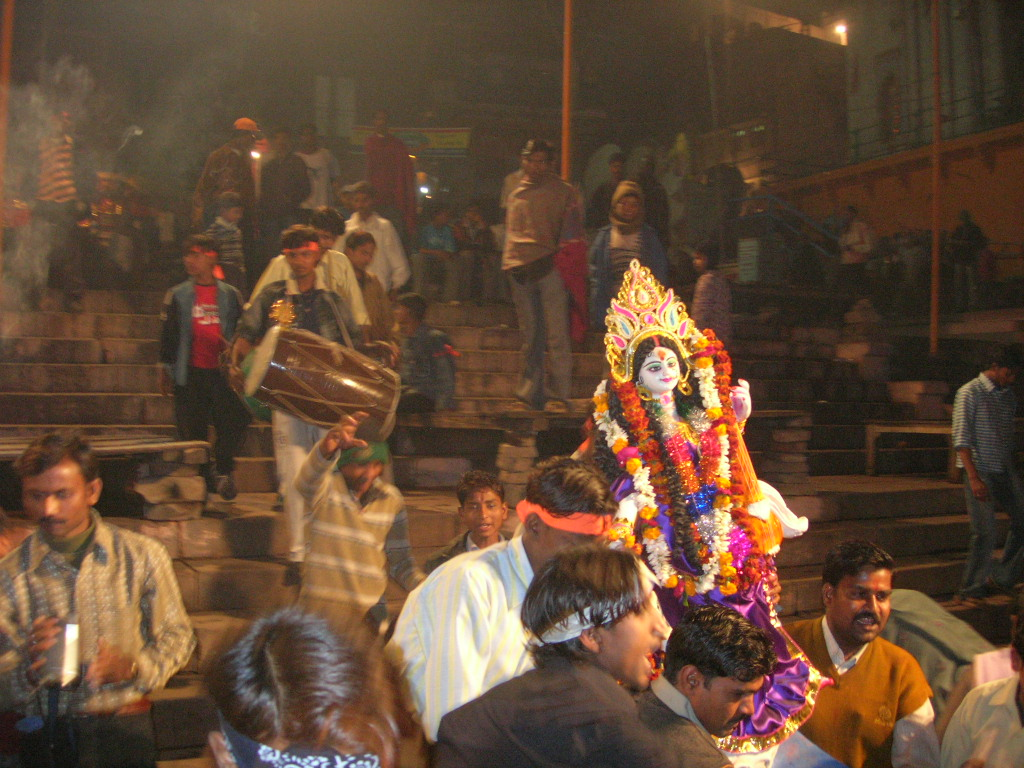
Die Statue wird am letzten Tag in den Fluss geworfen

Die Bedeutung von Hindu-Festen ist häufig mit den Jahreszeiten verflochten. Ein besonders prägnantes Beispiel dafür ist Vasant Panchami, das den Beginn des Frühlings (Vasant) markiert. Am fünften Tag (Panchami) des Hindumonats Magha (nach modernem Kalender Januar/Februar) feiern die Menschen dieses Fest mit unterschiedlichen Bräuchen in vielen Gegenden Indiens – besonders im Osten des Subkontinentes.

## Saraswati
Saraswati ist eine der populärsten hinduistischen Göttinnen. Die Ikonographie zeigt sie inmitten eines Sees, dem Urwasser, das unter anderem als Symbol für den Beginn der Schöpfung gedeutet wird. Sie steht oder sitzt in einer Lotusblüte, ebenso als Zeichen der Weisheit wie auch ihrer Schönheit. Als Begleittier fungieren eine Gans oder ein Schwan, manchmal auch der Pfau. Die charakteristische Farbe ist ein strahlendes Weiß.
Hindu-Gelehrte erkennen ihre Bedeutung auch an der Wortbedeutung ihres Namens: „Saras“ ist das Wasser, und „Saraswati“ interpretiert man als „leuchtender Fluss“ oder „die Fließende“. Hell und strahlend verkörpert Saraswati aber auch die Kraft der Sonne. Das ist nicht nur Hinweis auf die biologische, Leben spendende Kraft, sondern auch auf Wissen und Erleuchtung, denn einer ihrer Namen ist Mahavidiya, die Weisheit. Das Buch in der linken Hand lässt in ihr ebenso die Herrin über die Schriften erkennen, die Patronin über alle Lernenden sowie über jene, die lehren. Als Vac (Wort), so ein anderer Name der Göttin, verkörpert sie das personifizierte Wort, die perfekte Rede. Als markantestes Zeichen hält sie die Vina in ihren Händen, ein uraltes, noch heute häufig gespieltes Saiteninstrument. Damit stellt sie sich nicht nur als Schutzherrin der Musik sowie aller Künste dar: Nach altem Glauben bringt die Göttin darauf den Urton hervor, das Om, aus dessen Schwingungen nach Hindu-Philosophie die Schöpfung entstanden ist.
Der Rigveda, die älteste der hinduistischen Schriften, beschreibt Saraswati zunächst als Fluss oder Flussgöttin. Andere Verse wiederum bezeichnen sie als „Höchste unter den Göttern“ oder „Höchste unter den Müttern“. Puranische Schriften kennen sie als Gemahlin des Brahma, dem in der Trimurti, der hinduistischen Dreifaltigkeit, die Aufgabe der Schöpfung zukommt (Brahma wird männlich dargestellt, nicht mit dem unpersönlichen, formlosen Brahman zu verwechseln). Diesem scheint sie untergeordnet; in der Praxis jedoch gilt die Anbetung hauptsächlich ihr, während die Verehrung des Brahma weitgehend ausgestorben ist.

## Das Fest
An ihrem Festtag feiern die Menschen nicht nur die biologische Fruchtbarkeit der Göttin, die zu Vasantpanchami, dem Beginn des indischen Frühlings, sichtbar wird: Die schöpferische Kraft wird in allen ihren Aspekte deutlich, in Wissenschaft und darstellender Kunst ebenso wie in Musik und Literatur.
Schon Wochen vorher stellen Handwerker große und kleine Figuren her, meist aus Lehm oder Gips, die man dann auf allen Märkten und an den Straßenecken kaufen kann. Diese stellen die Gläubigen in ihren Häusern oder den für dieses Fest aufgebauten Straßenaltären auf. Ein Priester kommt und verehrt Saraswati rituell in einer Puja, dem Gottesdienst. Ist die Statue zunächst nur eine dekorierte Gipsfigur, ein einfaches Bild, so geht nach Auffassung der Gläubigen in der „Pran-Dan“-Zeremonie (d. h. Leben-geben-Zeremonie) eine rituelle Wandlung vor sich: Der Priester berührt mit einem Büschel Gras und einigen Reiskörnern die Herzgegend der Statue. Dazu spricht er vorgeschriebene Mantren, wodurch sie als „lebendig“ gilt, als anwesend im Bildnis (sehr ähnlich der „Wandlung“ in der Eucharistie der katholischen Kirche). Nach hinduistischer Auffassung ist das formlose Göttliche in dieser lebendigen Manifestation der Göttin anwesend.
Jedoch muss auf dem Altar nicht unbedingt eine Statue der Göttin stehen, denn die Darstellung des Göttlichen in anthropomorpher Form ist eine relativ späte Entwicklung im Hinduismus. Ebenso gut kann eines ihrer typischen Attribute ihre Gegenwart anzeigen, etwa ein irdenes, altmodisches Tintenfass, ein Schreibgerät wie eine „Feder“ aus einem Stück zugespitzten Bambus oder ihr mystisches Instrument, die Vina.
Zu Vasant Panchami lassen sich auf dem indischen Subkontinent die unterschiedlichsten Festtagsbräuche finden, wie auch die Bedeutung der Göttin nicht für alle Hindus dieselbe ist. Aber fast überall tragen Frauen an diesem Tag nach Möglichkeit gelbe Saris, so gelb wie die nun blühende Senfsaat auf den Feldern. Und alle Arten von Sport haben Hochsaison.
Ganz besonders Künstler und geistig Arbeitende wenden sich an diesem wichtigen Feiertag an Saraswati: Schüler, Studenten und Lehrende ebenso wie Musiker, Maler, Autoren und Journalisten. Sie legen ihre Utensilien der Patronin zu Füßen – Bücher, Hefte, Stifte und Pinsel – und bitten um ihren besonderen Segen. Besonders in Bengalen ist es Sitte, dass kleine Kinder an diesem Tag das erste Mal in ihrem Leben einen Buchstaben schreiben. Andere schreiben mit „weißer Tinte“ (Milch) Segenssprüche oder ein Om in ihre Bücher.
Schüler und Studenten verehren die Göttin aber nicht nur zuhause auf dem Altar. In Schulen und Universitäten baut man jedes Jahr gemeinsam kleine oder große Altäre auf. Nicht selten formt man einen Berg und dekoriert diesen mit weißen Wattebäuschchen als Schnee, denn die Göttin soll aus den schneebedeckten Bergen des Himalaya kommen. Sehr häufig bauen junge Männer und Burschen auch verschiedene Variationen von Schiffen für Saraswati, mit denen sie nach der Überlieferung ihre Gläubigen besucht. Dann zelebriert der herbeigerufene Priester im Namen aller einen Gottesdienst, dem ein fröhliches Fest mit Musik, Tanz und gemeinsamem Essen folgt. Zu diesem lädt man meist auch jene Mitschüler und Studenten ein, die nicht Hindus sind.
Im Osten Indiens ist die Begeisterung für die Göttin besonders groß. Viele Haushalte stellen Statuen oder Bildnisse auf, rufen einen Priester oder führen selbst ihre Zeremonien durch. Auch Vereine, Nachbarschaftsgemeinschaften oder andere Gruppierungen bauen gemeinsam kleine und große Verehrungsplätze in den Höfen und Straßen, oft muss sogar der Straßenverkehr dafür umgeleitet werden. Nach den religiösen Riten sitzen die Leute am Abend vor der Bühne mit der Göttin und nehmen an kulturellen Veranstaltungen mit Musik und Tanz teil.
Am zweiten Tag verabschiedet man die Göttin rituell, trägt die nun leblose Skulptur in Prozessionen unter Jubel und lauter Musik zum Fluss – wo sie in den Fluten versinkt.